# Un homme obscur
Un homme obscur est une nouvelle de Marguerite Yourcenar parue en 1982 dans le recueil Comme l'eau qui coule (Gallimard) et rééditée en 1985 seulement avec la nouvelle thématiquement liée Une belle matinée (Gallimard). Ces deux nouvelles trouvent leur origine dans l'épisode « D’après Rembrandt », paru dans La Mort conduit l'attelage en 1934 (Gallimard)

## Synopsis
Dans la Hollande du XVIIe siècle, vie et mort de Nathanaël, un homme simple presque sans culture.